# Tejsavófehérje-koncentrátum
A tejsavófehérje-koncentrátum (Whey Protein Concentrate, rövidítve WPC) a legolcsóbb és leggyakoribb formája a tejsavófehérjének, ami a sajtgyártás mellékterméke. A savófehérje-koncentrátum általános testépítő táplálékkiegészítő, amelyet az étrendi fehérjebevitel növelésére használnak, gyakran azzal a céllal, hogy maximalizálják az izmok hipertrófiáját. 
A tejsavófehérje általában három fő formában van: koncentrátum (Whey Protein Concentrate), izolátum (Whey Protein Isolate) és hidrolizátum (Whey Protein Hydrolysate). 
A tejsavófehérje-koncentrátumoknak általában alacsony (de mégis szignifikáns) zsírtartalma és koleszterinszintje van, de általában magasabb a bioaktív vegyületek, valamint a szénhidrátok laktóz formájában; csak 29%–89% tömegszázalék fehérje.

## Fordítás
Ez a szócikk részben vagy egészben  a   Whey concentrate című angol Wikipédia-szócikk ezen változatának fordításán alapul.  Az eredeti cikk szerkesztőit annak laptörténete sorolja fel. Ez a jelzés csupán a megfogalmazás eredetét és a szerzői jogokat jelzi, nem szolgál a cikkben szereplő információk forrásmegjelöléseként.